# 奧古斯塔·瑪麗亞 (什勒斯維希-霍爾斯坦-戈托普)
奧古斯塔·瑪麗亞（德語：Augusta Maria，1649年2月6日—1728年4月25日），巴登-杜拉赫藩侯夫人，霍爾斯坦-戈托普公爵腓特烈三世的女兒。

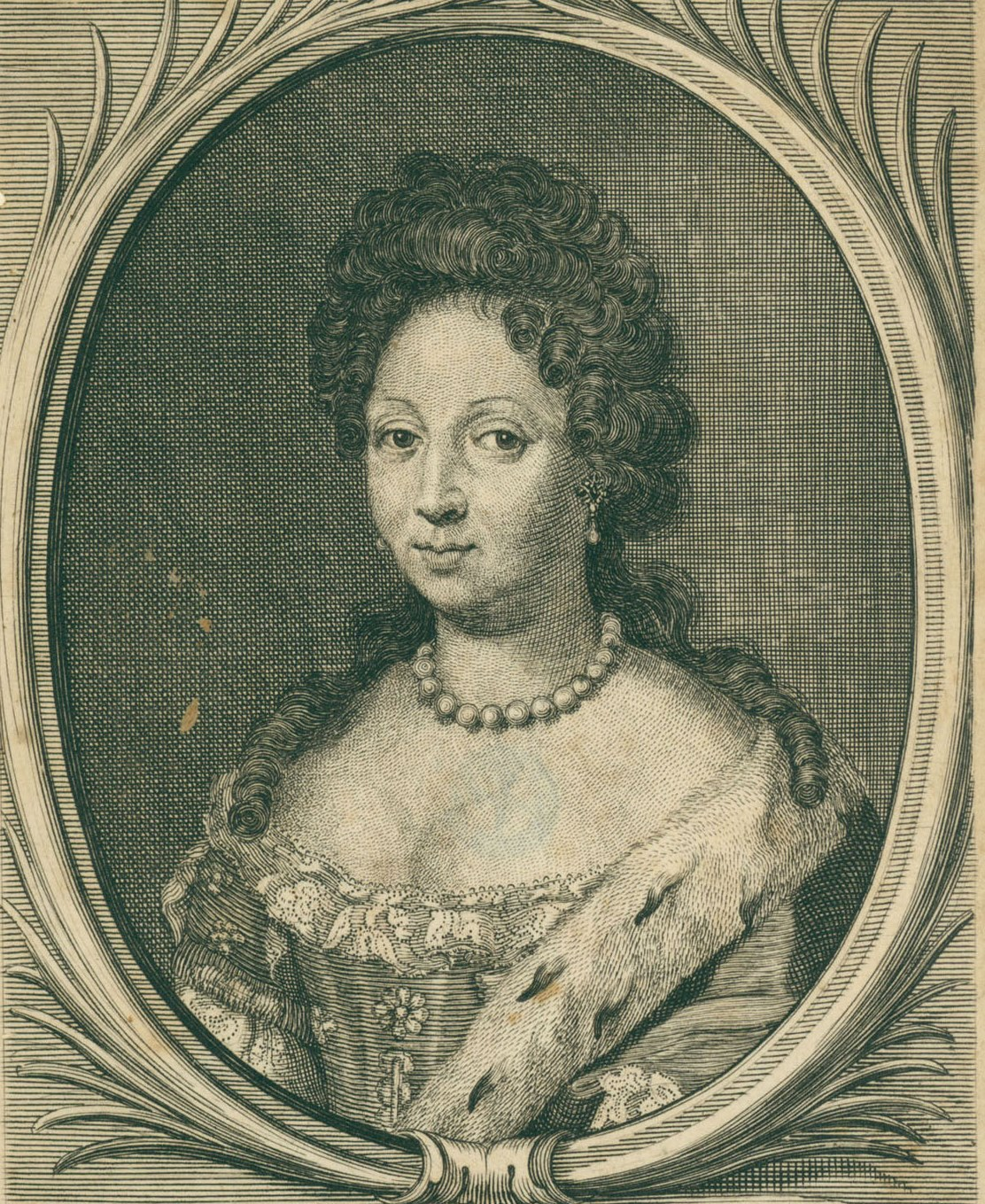

## 家庭
1670年，奧古斯塔·瑪麗亞和巴登-杜拉赫的腓特烈七世結婚，兩人共有2子3女：
1. 卡塔里娜（1677年—1746年）
2. 卡爾·威廉（1679年—1738年）
3. 約翰娜·伊莉莎白（英语：Johanna Elisabeth of Baden-Durlach）（1680年—1757年）
4. 阿爾貝汀·弗蕾德里克（1682年—1755年）
5. 克里斯托夫（英语：Christopher of Baden-Durlach）（1684年—1723年）